# USA:s justitieminister
USA:s justitieminister (engelska: United States Attorney General) är chef för USA:s justitiedepartement och nomineras av USA:s president. Det krävs senatens råd och samtycke innan presidenten kan utse någon.. Huvudkontor ligger i Robert F. Kennedy Department of Justice Building i Washington, D.C.. Justitieminister anses vara en av de mer prestigefyllda ministerposterna i USA:s kabinett och är nummer sju i presidentämbetets successionsordning.
Sedan den 5 februari 2025 är Pam Bondi USA:s justitieminister.

## Roll och funktion
Ministerns närmaste medarbetare är Deputy Attorney General och Associate Attorney General, samt Solicitor General som normalt företräder den verkställande grenen av federala statsmakten inför USA:s högsta domstol. Justitieminister är chef för samtliga federala åklagare, om annat inte uttryckligen föreskrivs i lag.
Även om det uttryckligen inte krävs någon juristexamen för att utses till justitieminister, så påbjuder sedvanan det, samt faktumet att det finns flera sektioner i federal lagstiftning som de facto förutsätter detsamma, bland annat rätten att personligen företräda den verkställande grenen av den federala statsmakten i federal domstol, liksom skyldigheten att ge juridiska utlåtanden till presidenten och cheferna för andra regeringsdepartement, liksom till de civila cheferna för militärdepartementen.

## Lista över USA:s justitieministrar från 1789
| Federalist | Demokrat-republikan | Demokrat | Whig | Republikan |

| Nr | Bild | Justitieminister                     | Hemdelstat           | Tillträdde        | Avgick             | Politiskt parti | Politiskt parti     | President(er)                       |
| -- | ---- | ------------------------------------ | -------------------- | ----------------- | ------------------ | --------------- | ------------------- | ----------------------------------- |
| 1  |      | Edmund Randolph (1753–1813)          | Virginia             | 26 september 1789 | 26 januari 1794    |                 | Federalisterna      | George Washington                   |
| 2  |      | William Bradford (1755–1795)         | Pennsylvania         | 27 januari 1794   | 23 augusti 1795 †  |                 | Partilös            | George Washington                   |
| 3  |      | Charles Lee (1758–1815)              | Virginia             | 10 december 1795  | 19 februari 1801   |                 | Federalisterna      | George Washington John Adams        |
| 4  |      | Levi Lincoln (1749–1820)             | Massachusetts        | 5 mars 1801       | 2 mars 1805        |                 | Demokrat-republikan | Thomas Jefferson                    |
| 5  |      | John Breckinridge (1760–1806)        | Kentucky             | 7 augusti 1805    | 14 december 1806 † |                 | Demokrat-republikan | Thomas Jefferson                    |
| 6  |      | Caesar A. Rodney (1772–1824)         | Delaware             | 20 januari 1807   | 10 december 1811   |                 | Demokrat-republikan | Thomas Jefferson James Madison      |
| 7  |      | William Pinkney (1764–1822)          | Maryland             | 11 december 1811  | 9 februari 1814    |                 | Demokrat-republikan | James Madison                       |
| 8  |      | Richard Rush (1780–1859)             | Pennsylvania         | 10 februari 1814  | 12 november 1817   |                 | Federalisterna      | James Madison                       |
| 9  |      | William Wirt (1772–1834)             | Virginia             | 13 november 1817  | 4 mars 1829        |                 | Demokrat-republikan | James Monroe John Quincy Adams      |
| 10 |      | John M. Berrien (1781–1856)          | Georgia              | 9 mars 1829       | 19 juli 1831       |                 | Demokraterna        | Andrew Jackson                      |
| 11 |      | Roger B. Taney (1777–1864)           | Maryland             | 20 juli 1831      | 14 november 1833   |                 | Demokraterna        | Andrew Jackson                      |
| 12 |      | Benjamin F. Butler (1795–1858)       | New York             | 15 november 1833  | 4 juli 1838        |                 | Demokraterna        | Andrew Jackson Martin Van Buren     |
| 13 |      | Felix Grundy (1777–1840)             | Tennessee            | 5 juli 1838       | 10 januari 1840    |                 | Demokraterna        | Martin Van Buren                    |
| 14 |      | Henry D. Gilpin (1801–1860)          | Pennsylvania         | 11 januari 1840   | 4 mars 1841        |                 | Demokraterna        | Martin Van Buren                    |
| 15 |      | John J. Crittenden (1786–1863)       | Kentucky             | 5 mars 1841       | 12 september 1841  |                 | Whig                | William Henry Harrison John Tyler   |
| 16 |      | Hugh S. Legaré (1797–1843)           | South Carolina       | 13 september 1841 | 30 juni 1843       |                 | Demokraterna        | John Tyler                          |
| 17 |      | John Nelson (1791–1860)              | Maryland             | 1 juli 1843       | 4 mars 1845        |                 | Whig                | John Tyler                          |
| 18 |      | John Y. Mason (1799–1859)            | Virginia             | 5 mars 1845       | 16 oktober 1846    |                 | Demokraterna        | James K. Polk                       |
| 19 |      | Nathan Clifford (1803–1881)          | Maine                | 17 oktober 1846   | 17 mars 1848       |                 | Demokraterna        | James K. Polk                       |
| 20 |      | Isaac Toucey (1792–1869)             | Connecticut          | 21 juni 1848      | 4 mars 1849        |                 | Demokraterna        | James K. Polk                       |
| 21 |      | Reverdy Johnson (1796–1876)          | Maryland             | 8 mars 1849       | 21 juli 1850       |                 | Whig                | Zachary Taylor                      |
| 22 |      | John J. Crittenden (1786–1863)       | Kentucky             | 22 juli 1850      | 4 mars 1853        |                 | Whig                | Millard Fillmore                    |
| 23 |      | Caleb Cushing (1800–1879)            | Massachusetts        | 7 mars 1853       | 4 mars 1857        |                 | Demokraterna        | Franklin Pierce                     |
| 24 |      | Jeremiah S. Black (1810–1883)        | Pennsylvania         | 6 mars 1857       | 16 december 1860   |                 | Demokraterna        | James Buchanan                      |
| 25 |      | Edwin M. Stanton (1814–1869)         | Pennsylvania         | 20 december 1860  | 4 mars 1861        |                 | Demokraterna        | James Buchanan                      |
| 26 |      | Edward Bates (1793–1869)             | Missouri             | 5 mars 1861       | 24 november 1864   |                 | Republikanerna      | Abraham Lincoln                     |
| 27 |      | James Speed (1812–1887)              | Kentucky             | 2 december 1864   | 22 juli 1866       |                 | Republikanerna      | Abraham Lincoln Andrew Johnson      |
| 28 |      | Henry Stanbery (1803–1881)           | Ohio                 | 23 juli 1866      | 16 juli 1868       |                 | Republikanerna      | Andrew Johnson                      |
| 29 |      | William M. Evarts (1818–1901)        | New York             | 17 juli 1868      | 4 mars 1869        |                 | Republikanerna      | Andrew Johnson                      |
| 30 |      | Ebenezer R. Hoar (1830–1893)         | Massachusetts        | 5 mars 1869       | 22 november 1870   |                 | Republikanerna      | Ulysses S. Grant                    |
| 31 |      | Amos T. Akerman (1821–1880)          | Georgia              | 23 november 1870  | 13 december 1871   |                 | Republikanerna      | Ulysses S. Grant                    |
| 32 |      | George Henry Williams (1823–1910)    | Oregon               | 14 december 1871  | 25 april 1875      |                 | Republikanerna      | Ulysses S. Grant                    |
| 33 |      | Edwards Pierrepont (1817–1892)       | New York             | 26 april 1875     | 21 maj 1876        |                 | Republikanerna      | Ulysses S. Grant                    |
| 34 |      | Alphonso Taft (1810–1891)            | Ohio                 | 22 maj 1876       | 4 mars 1877        |                 | Republikanerna      | Ulysses S. Grant                    |
| 35 |      | Charles Devens (1820–1891)           | Massachusetts        | 12 mars 1877      | 4 mars 1881        |                 | Republikanerna      | Rutherford B. Hayes                 |
| 36 |      | Wayne MacVeagh (1833–1917)           | Pennsylvania         | 5 mars 1881       | 15 december 1881   |                 | Republikanerna      | James Garfield                      |
| 37 |      | Benjamin H. Brewster (1816–1888)     | Pennsylvania         | 16 december 1881  | 4 mars 1885        |                 | Republikanerna      | Chester A. Arthur                   |
| 38 |      | Augustus Hill Garland (1832–1899)    | Arkansas             | 6 mars 1885       | 4 mars 1889        |                 | Demokraterna        | Grover Cleveland                    |
| 39 |      | William H.H. Miller (1840–1917)      | Indiana              | 7 mars 1889       | 4 mars 1893        |                 | Republikanerna      | Benjamin Harrison                   |
| 40 |      | Richard Olney (1835–1917)            | Massachusetts        | 6 mars 1893       | 7 april 1895       |                 | Demokraterna        | Grover Cleveland                    |
| 41 |      | Judson Harmon (1846–1927)            | Ohio                 | 8 april 1895      | 4 mars 1897        |                 | Demokraterna        | Grover Cleveland                    |
| 42 |      | Joseph McKenna (1843–1926)           | Kalifornien          | 5 mars 1897       | 25 januari 1898    |                 | Republikanerna      | William McKinley                    |
| 43 |      | John W. Griggs (1849–1927)           | New Jersey           | 25 januari 1898   | 29 mars 1901       |                 | Republikanerna      | William McKinley                    |
| 44 |      | Philander C. Knox (1853–1921)        | Pennsylvania         | 5 april 1901      | 30 juni 1904       |                 | Republikanerna      | William McKinley Theodore Roosevelt |
| 45 |      | William Henry Moody (1853–1917)      | Massachusetts        | 1 juli 1904       | 17 december 1906   |                 | Republikanerna      | Theodore Roosevelt                  |
| 46 |      | Charles Joseph Bonaparte (1851–1921) | Maryland             | 17 december 1906  | 4 mars 1909        |                 | Republikanerna      | Theodore Roosevelt                  |
| 47 |      | George W. Wickersham (1858–1936)     | New York             | 4 mars 1909       | 4 mars 1913        |                 | Republikanerna      | William Howard Taft                 |
| 48 |      | James Clark McReynolds (1862–1946)   | Tennessee            | 5 mars 1913       | 29 augusti 1914    |                 | Republikanerna      | Woodrow Wilson                      |
| 49 |      | Thomas Watt Gregory (1861–1933)      | Texas                | 29 augusti 1914   | 4 mars 1919        |                 | Demokraterna        | Woodrow Wilson                      |
| 50 |      | A. Mitchell Palmer (1872–1936)       | Pennsylvania         | 5 mars 1919       | 4 mars 1921        |                 | Demokraterna        | Woodrow Wilson                      |
| 51 |      | Harry M. Daugherty (1860–1941)       | Ohio                 | 4 mars 1921       | 6 april 1924       |                 | Republikanerna      | Warren G. Harding Calvin Coolidge   |
| 52 |      | Harlan Fiske Stone (1872–1946)       | New York             | 7 april 1924      | 1 mars 1925        |                 | Republikanerna      | Calvin Coolidge                     |
| 53 |      | John G. Sargent (1860–1939)          | Vermont              | 7 mars 1925       | 4 mars 1929        |                 | Republikanerna      | Calvin Coolidge                     |
| 54 |      | William D. Mitchell (1874–1955)      | Minnesota            | 4 mars 1929       | 4 mars 1933        |                 | Demokraterna        | Herbert Hoover                      |
| 55 |      | Homer S. Cummings (1870–1956)        | Connecticut          | 4 mars 1933       | 1 januari 1939     |                 | Demokraterna        | Franklin D. Roosevelt               |
| 56 |      | Frank Murphy (1890–1949)             | Michigan             | 2 januari 1939    | 18 januari 1940    |                 | Demokraterna        | Franklin D. Roosevelt               |
| 57 |      | Robert H. Jackson (1892–1954)        | New York             | 18 januari 1940   | 25 augusti 1941    |                 | Demokraterna        | Franklin D. Roosevelt               |
| 58 |      | Francis Biddle (1886–1968)           | Pennsylvania         | 26 augusti 1941   | 26 juni 1945       |                 | Demokraterna        | Franklin D. Roosevelt               |
| 59 |      | Tom C. Clark (1899–1977)             | Texas                | 27 juni 1945      | 26 juli 1949       |                 | Demokraterna        | Harry S. Truman                     |
| 60 |      | J. Howard McGrath (1903–1966)        | Rhode Island         | 27 juli 1949      | 3 april 1952       |                 | Demokraterna        | Harry S. Truman                     |
| 61 |      | James P. McGranery (1895–1962)       | Pennsylvania         | 4 april 1952      | 20 januari 1953    |                 | Demokraterna        | Harry S. Truman                     |
| 62 |      | Herbert Brownell, Jr. (1904–1996)    | New York             | 21 januari 1953   | 23 oktober 1957    |                 | Republikanerna      | Dwight D. Eisenhower                |
| 63 |      | William P. Rogers (1913–2001)        | Maryland             | 23 oktober 1957   | 20 januari 1961    |                 | Republikanerna      | Dwight D. Eisenhower                |
| 64 |      | Robert Kennedy (1925–1968)           | Massachusetts        | 20 januari 1961   | 3 september 1964   |                 | Demokraterna        | John F. Kennedy Lyndon Johnson      |
| 65 |      | Nicholas Katzenbach (1922–2012)      | Illinois             | 28 januari 1965   | 28 november 1966   |                 | Demokraterna        | Lyndon Johnson                      |
| 66 |      | Ramsey Clark (född 1927)             | Texas                | 10 mars 1967      | 20 januari 1969    |                 | Demokraterna        | Lyndon Johnson                      |
| 67 |      | John N. Mitchell (1913–1988)         | New York             | 20 januari 1969   | 15 februari 1972   |                 | Republikanerna      | Richard Nixon                       |
| 68 |      | Richard Kleindienst (1923–2000)      | Arizona              | 15 februari 1972  | 25 maj 1973        |                 | Republikanerna      | Richard Nixon                       |
| 69 |      | Elliot Richardson (1920–1999)        | Massachusetts        | 25 maj 1973       | 20 oktober 1973    |                 | Republikanerna      | Richard Nixon                       |
| 70 |      | William B. Saxbe (1916–2010)         | Ohio                 | 17 december 1973  | 14 januari 1975    |                 | Republikanerna      | Richard Nixon                       |
| 71 |      | Edward H. Levi (1911–2000)           | Illinois             | 14 januari 1975   | 20 januari 1977    |                 | Republikanerna      | Gerald Ford                         |
| 72 |      | Griffin B. Bell (1918–2009)          | Georgia              | 26 januari 1977   | 16 augusti 1979    |                 | Demokraterna        | Jimmy Carter                        |
| 73 |      | Benjamin Civiletti (1935–2022)       | Maryland             | 16 augusti 1979   | 19 januari 1981    |                 | Demokraterna        | Jimmy Carter                        |
| 74 |      | William French Smith (1917–1990)     | Kalifornien          | 23 januari 1981   | 25 februari 1985   |                 | Republikanerna      | Ronald Reagan                       |
| 75 |      | Edwin Meese III (född 1931)          | Kalifornien          | 25 februari 1985  | 12 augusti 1988    |                 | Republikanerna      | Ronald Reagan                       |
| 76 |      | Richard L. Thornburgh (1932–2020)    | Pennsylvania         | 12 augusti 1988   | 15 augusti 1991    |                 | Republikanerna      | Ronald Reagan George H. W. Bush     |
| 77 |      | William Barr (född 1950)             | New York             | 26 november 1991  | 20 januari 1993    |                 | Republikanerna      | George H. W. Bush                   |
| 78 |      | Janet Reno (1938–2016)               | Florida              | 12 mars 1993      | 20 januari 2001    |                 | Demokraterna        | Bill Clinton                        |
| 79 |      | John Ashcroft (född 1942)            | Missouri             | 2 februari 2001   | 3 februari 2005    |                 | Republikanerna      | George W. Bush                      |
| 80 |      | Alberto Gonzales (född 1955)         | Texas                | 3 februari 2005   | 17 september 2007  |                 | Republikanerna      | George W. Bush                      |
| 81 |      | Michael Mukasey (född 1941)          | New York             | 9 november 2007   | 20 januari 2009    |                 | Republikanerna      | George W. Bush                      |
| 82 |      | Eric Holder (född 1951)              | District of Columbia | 3 februari 2009   | 27 april 2015      |                 | Demokraterna        | Barack Obama                        |
| 83 |      | Loretta Lynch (född 1956)            | New York             | 27 april 2015     | 20 januari 2017    |                 | Demokraterna        | Barack Obama                        |
| 84 |      | Jeff Sessions (född 1946)            | Alabama              | 9 februari 2017   | 7 november 2018    |                 | Republikanerna      | Donald Trump                        |
| 85 |      | William Barr (född 1950)             | Virginia             | 14 februari 2019  | 23 december 2020   |                 | Republikanerna      | Donald Trump                        |
| 86 |      | Merrick Garland (född 1952)          | Maryland             | 11 mars 2021      | 20 januari 2025    |                 | Demokraterna        | Joe Biden                           |
| 87 |      | Pam Bondi (född 1965)                | Florida              | 5 februari 2025   | Nuvarande          |                 | Republikanerna      | Donald Trump                        |